# Joseph Kunnath
Joseph Kunnath (ur. 8 września 1939 w Kodancherry) – indyjski duchowny syromalabarski, w latach 1999-2015 biskup Adilabadu.

## Życiorys
Święcenia kapłańskie przyjął 24 kwietnia 1972. 23 czerwca 1999 został prekonizowany biskupem Adilabadu. Sakrę biskupią otrzymał 6 października 1999. 6 sierpnia 2015 przeszedł na emeryturę.